# Паскинское сельское поселение
Па́скинское се́льское поселе́ние — муниципальное образование в составе Кильмезского района Кировской области России.
Центр — деревня Паска.

## История
Паскинское сельское поселение образовано 1 января 2006 года согласно Закону Кировской области от 07.12.2004 № 284-ЗО.

## Население
| 2010 | 2012 | 2013 | 2014 | 2015 | 2016 | 2017 |
| ---- | ---- | ---- | ---- | ---- | ---- | ---- |
| 565  | ↘524 | ↘497 | ↘480 | ↘472 | ↘452 | ↘437 |
| 2018 | 2019 | 2020 | 2021 |      |      |      |
| ↘415 | ↘399 | ↘370 | ↗376 |      |      |      |

## Состав
В состав поселения входят 7 населённых пунктов (население, 2010):
- деревня Паска — 231 чел.;
- деревня Андрюшкино — 48 чел.;
- деревня Большой Гозек — 60 чел.;
- участок Ломик — 0 чел.;
- деревня Малый Гозек — 32 чел.;
- деревня Черпа — 1 чел.;
- деревня Четай — 193 чел.